# Tubolaimoididae
Tubolaimoididae é uma família de nematóides pertencentes à ordem Leptolaimida.
Géneros:
- Chitwoodia Gerlach, 1956
- Tubolaimoides Gerlach, 1963